# Фаэто (Апулия)
Фаэто (итал. Faeto, франкопров. Faéte) — коммуна в Италии, располагается в регионе Апулия, в провинции Фоджа.
Население составляет 719 человек (2008 г.), плотность населения составляет 28 чел./км². Занимает площадь 26 км². Почтовый индекс — 71020. Телефонный код — 0881.
Покровителем коммуны почитается святой Проспер из Катенануова, празднование во второе воскресение августа.

## Демография
Динамика населения:

## Администрация коммуны
- Официальный сайт: http://www.comune.faeto.fg.it/